# Жељко Јоксимовић
Жељко Јоксимовић (Београд, 20. април 1972) српски је кантаутор, композитор и предузетник. Свира 12 музичких инструмената, попут хармонике, клавира, гитаре и бубњева. Полиглота је, а поред матерњег српског језика такође течно говори грчки, енглески, руски, пољски и француски.
Године 2004. био је представник Србије и Црне Горе на Песми Евровизије са песмом Лане моје и освојио је друго место. Са песмом Није љубав ствар представљао је Србију на Песми Евровизије 2012. у Бакуу, где је освојио треће место. Био је члан жирија музичког такмичења X Factor Adria (2013—2015).

## Биографија
Рођен је у Београду, а одрастао је у Ваљеву, где је и завршио Ваљевску гимназију. Отац му је из Уба, а мајка из Бијелог Поља. Факултет музичких уметности је похађао у Београду. Године 1984, је у Паризу, Француска, освојио награду „Прва хармоника Европе”, што је био Жељков први међународни успех.
Жељко је полиглота, течно говори грчки, енглески, руски, пољски и француски, као и матерњи српски.
Његов брат је глумац Саша Јоксимовић.
Јоксимовић је данас ожењен водитељком Јованом Јанковић (сад Јоксимовић) са којом има троје деце - сина Косту и близнакиње Срну и Ану. Жељко има још једну кћерку из првог брака, Мину Јоксимовић.

## Каријера

### 1999—2003: Амајлија, Вретено и 111
Награда за интерпретацију на фестивалу „Пјесма медитерана” у Будви 1998. године са композицијом „Песма сирена” омогућила му је пут на два међународна фестивала у Белорусији, у градовима Могиљову и Витепску, а 1999. године, на оба фестивала осваја Гран при.
У својој двадесет седмој години, тачније 1999. године, Јоксимовић је потписао уговор за Сити рекордс, издавачку кућа која се налази у саставу Пинк медија групе, која такође поседује и РТВ Пинк. Млади певач је тада промовисан као фолк и поп уметник. Његов први студијски албум, под називом Амајлија, заједно са композицијом „Песма сирена”, имао је осам песама. Његов први велики успех био је са синглом „Тело вретено”, који је написао заједно са Драганом Брајовићем. Песма је постала хит на бројним топ-листама српске поп музике, те постала веома популарна и у другим земљама бивше Југославије.
Године 2001, Јоксимовић је објавио свој други студијски албум под називом Вретено, назван по песми која се налази на албуму. Остале запаженије композиције на албуму биле су „Ринтам”, „Гадура” и „Петак на суботу”, као и два музичка спота произведена за песме на овом албуму.
Године 2003, Јоксимовић је написао песму „Чија си” за македонску музичку легенду Тошета Проеског са којом је победио на првој Беовизији. Међутим, Проески није отишао на такмичење за Песму Евровизије те године, већ је следеће године представљао Македонију са песмом Life.

### 2004: Песма Евровизије 2004.
Године 2004, убедљиво побеђује на Европесми-Европјесми, националном избору за представника Србије и Црне Горе на Песми Евровизије 2004 са песмом „Лане моје”, за коју је он саставио композицију, а текстописац је била Леонтина Вукомановић.
На такмичењу осваја друго место иза украјинске певачице Руслане. Песма „Лане моје” је добила награду присутних новинара за најбољу композицију и остварила изузетан комерцијални успех на просторима некадашње СФРЈ.

### 2004—2007: Након Евровизије,и
После успеха у такмичењу, исте године, Јоксимовић је основао своју издавачку кућу. Од тада, ради и компонује у свом студију. У међувремену, компоновао је и објавио сингл „Леђа о леђа”, с којом је стекао велику популарност у земљама у којима обично наступа.
Године 2005, Јоксимовић је компоновао песму „Јутро” коју је изводила Јелена Томашевић. Песма је победила на Беовизији, српском полуфиналу националног избора за представника на Песми Евровизије, али је у финалу Европесми-Еуропјесми освојила друго место након што од свих чланова жирија из Црне Горе није добила ниједан бод. Сличан сценарио се поновио и наредне године, а иако је „Јутро” и по броју гласова гледалаца била тек другопласирана песма, никада није сасвим разјашњено да ли су у коначни скор уопште укључени гласови гледалаца из Србије.
Сарадња и дует са аустријском певачицом Тами Харисон на композицији I Live My Life for You забележила је велики успех широм Европе. Издавачка кућа Варнер уврстила је ту композицију у компилацију на којој се поред поменутог дуета налазе и нумере Робија Вилијамса, групе АББА и других.
Децембра 2005. године, Жељко издаје четврти албум IV који је продат у преко 500.000 примерака. У сарадњи са продукцијском кућом „Кобра” ради музику за филм „Ивкова слава”.
Жељко Јоксимовић је 2006. године компоновао музику за песму „Лејла” с којом је Хари Мата Хари представљао Босну и Херцеговину на Песми Евровизије у Атини и освојио треће место. И 2004. и 2006. године Јоксимовићеве композиције су проглашене најбољим према мишљењу свих композитора, учесника фестивала и акредитованих новинара.
За дочек Српске Нове Године је певао у Крушевцу.

### 2008—2011: Домаћин Евровизије иЉубави
Јоксимовић је, заједно са Јованом Јанковић, водио програм Песме Евровизије 2008. у Београду. Исте године, Јоксимовић је компоновао и радио аранжман за песму Оро, која је у извођењу Јелене Томашевић победила на Беовизији и затим заузела шесто место на Песми Евровизије.
Требало је да компонује песму за Ирину Дорофејеву која би представљала Белорусију на Песме Евровизије 2011. у Диселдорфу, али од тога се одустало.

### 2012: Евровизијски повратак
Представљао је Србију, и освојио треће место, на Песми Евровизије 2012. године у Бакуу, Азербејџан. Дана 10. марта 2012. године, Жељко је представио песму „Није љубав ствар”.

### 2012—данас
Песма „Лудак као ја” је издата 2013. године као сингл.
Године 2014. снимио је дует „Заблуда” заједно са Тонијем Цетинским.
Године 2015. издао је свој VII албум, који садржи 14 песама заједно са Лудак као ја и Заблудом.
Децембра 2016. представио је свој нови пројекат под називом „Два света”, у њему је изменио аранжмане најпознатијих поп, рок и фолк песама као и неколико својих.
Јула 2017. објавио је песму „Милиметар”.
Године 2018, снимио је дует „Два авиона” заједно са Емином Јаховић. Исте године објавио је и сингл „Понело ме”, као и сингл „Мењај песму”.
Песму „Можда је то љубав” Жељко је објавио фебруара 2019.

## Дискографија

### Студијски албуми
- Амајлија (1999)
- Вретено (2001)
- 111 (2002)
- Има нешто у том што ме нећеш (2005)
- Љубави (2009)
- Звезда (2015)

### Уживо албуми
- Концерт Београдска Арена (2008)
- Два Света - Концерт Сава Центар (2010)

### Компилације
- The Best of Željko Joksimović (2003)
- Platinum Collection (2007)
- Ultimate Collection (2007)

### Спотови
| Спот                   | Година | Режисер              |
| ---------------------- | ------ | -------------------- |
| Тело вретено           | 2001   | -                    |
| Заборављаш             | 2002   | -                    |
| Леђа о леђа            | 2004   | -                    |
| Лане моје              | 2004   | -                    |
| Супермен               | 2004   | -                    |
| Девојка                | 2004   | -                    |
| I live my life for you | 2005   | -                    |
| Љубави                 | 2009   | Minacord Production  |
| Жена за сва времена    | 2009   | -                    |
| Дођи сутра             | 2010   | -                    |
| Није љубав ствар       | 2012   | -                    |
| Лудак као ја           | 2013   | Дејан Милићевић      |
| Заблуда                | 2014   | Minacord Production  |
| Скопље Београд         | 2014   | Дејан Милићевић      |
| Дама                   | 2015   | -                    |
| Звезда                 | 2015   | -                    |
| Исто је                | 2015   | -                    |
| Оловни војник          | 2016   | Giencca Film Studios |
| Милиметар              | 2017   | Minacord Production  |
| Два авиона             | 2018   | Борис Зец            |
| Понело ме              | 2018   | NN Media             |
| Мењај песму            | 2018   | NN Media             |
| Можда је то љубав      | 2019   | NN Media             |

## Фестивали
Пјесма Медитерана, Будва:
- Истина, '96
- Песма сирена, победничка песма, '98

Славянский базар, Белорусија:
- Још не свиће рујна зора (Еще не занималась заря) / Day wasn't dawning yet, победник фестивала, '99

Бања Лука:
- Само ти (Вече забавне музике), '99

Европесма / Европјесма:
- Лане моје, победничка песма, 2004

Песма Евровизије:
- Лане моје, друго место, 2004
- Није љубав ствар, треће место, 2012